# Almalevél-törpemoly
Az almalevél-törpemoly (Stigmella malella) a valódi lepkék alrendjébe tartozó   paránypillefélék (Nepticulidae) családjának egyik, hazánkban közönségesnek számító faja.

## Elterjedése, élőhelye
Egész Európában megtalálható, hazánkban is általánosan elterjedt. Az alma- és körtefákon élő aknázómolyok egyike, de a birsen is gyakran található. A fajt az aknák alapján sokkal könnyebb meghatározni, mint a lepkék szemügyre vételével. Régebben ritka fajnak tartották, de az utóbbi évtizedekben Európa almatermesztő vidékein (így nálunk is) jelentős kártevővé vált. Franciaországban a múlt század '50-es éveiben szaporodott fel, majd visszaszorult. Olaszország egyes részein szintén a század közepétől okoz gondokat az almásokban. Bulgáriában a '70-es évek óta a négy legkárosabb aknázómoly faj közé számítják, és Európa több más országában is ez idő tájt kezdett felszaporodni. Hazánkban a kötött talajú gyümölcsösök kártevője.

## Megjelenése
Az imágó első szárnya barna, ibolyás bevonattal, és rajta széles, fehéres sáv fut keresztül. Szárnyának fesztávolsága 4–5 mm; a szárnyrojt fehéresszürke.

## Életmódja
Egy-egy évben az időjárástól és a tápanyagbőségtől függő számú nemzedéke fejlődik ki – hazánkban 3-4 (ha hideg tavasz és hűvös nyár, akkor csak három, ha meleg a nyár és hosszú az ősz, akkor négy). Báb állapotban, a talaj felső rétegében telel. Az első generáció zömmel áprilisban rajzik, de a rajzás sokáig elhúzódik. A rövid életű imágók nem táplálkoznak. A nőstény egyesével rakja petéit a levelek fonákjára. A kis lárvák kígyó alakú aknát rágnak a levelekbe. Miután kifejlődtek, leereszkednek a talajra, és ott bábozódnak be. Az egyes nemzedékek lepkéinek rajzása összefolyik.